# Erika Feucht
Erika Feucht (* 1938) ist eine deutsche Ägyptologin.

## Leben
Nach dem Abitur 1958 an der Sophie-Charlotte-Oberschule war sie seit dem 1. Januar 1966 am ägyptologisches Institut der Universität Heidelberg, anfangs im DFG-Projekt Aufbau und Redaktion des Lexikons der Ägyptologie, dann für zwei Jahre Habilitation-Stipendiatin, dann wieder im DFG-Projekt Thebanische Gräber tätig. Anschließend betreute die außerplanmäßige Professorin die Sammlung des Ägyptologischen Instituts bis 2003.

## Schriften (Auswahl)
- Die königlichen Pektorale. Motive, Sinngehalt und Zweck. München 1967, OCLC 74067945 (zugleich Dissertation, München 1967).
- Pektorale nichtköniglicher Personen (= Ägyptologische Abhandlungen. Band 22). Harrassowitz, Wiesbaden 1971, ISBN 3-447-01319-2.
- Das Grab des Nefersecheru. (TT 296) (= Theben. Band 2). von Zabern, Mainz am Rhein 1985, ISBN 3-8053-0825-6.
- Vom Nil zum Neckar. Kunstschätze Ägyptens aus pharaonischen und koptischen Zeit an der Universität Heidelberg. Springer, Berlin/Heidelberg/New York/London/Paris/Tokyo 1986, ISBN 3-540-16735-8.
- Das Kind im Alten Ägypten. Die Stellung des Kindes in Familie und Gesellschaft nach altägyptischen Texten und Darstellungen. Campus-Verlag, Frankfurt/New York 1995, ISBN 3-593-35277-X (zugleich Habilitationsschrift, Heidelberg 1981).
- Die Gräber des Nedjemger (TT 138) und des Hori (TT259) (= Theben. Band 15). von Zabern, Mainz am Rhein 2006, ISBN 3-8053-3646-2.